# Mario Forges Davanzati
Mario Forges Davanzati (* 1941 in Rom) ist ein italienischer Filmregisseur.

## Leben
Forges Davanzati wirkte mehr als ein Jahrzehnt als Regieassistent für zahlreiche Kollegen, bevor er 1973 unter dem Pseudonym Luca Davan sein Regiedebüt, eine Komödie mit Lino Banfi, vorlegte. Es sollte sein einziger Film bleiben; nach der Regie des Zweiten Stabes für Duccio Tessaris Zorro im Jahr darauf ging er nach Polynesien und verließ das Filmgeschäft.
2003 präsentierte Forges Davanzati einen Dokumentarfilm über Paul Gauguin.
Sein Bruder ist der Kameramann Roberto Forges Davanzati.
Forges Davanzati ist verheiratet und hat drei Kinder. Er lebt in der Nähe von Punaauia.

## Filmografie
- 1973: Il brigadiere Pasquale Zagaria ama la mamma e la polizia